# Russisch-Persischer Krieg (1722–1723)
Der Russisch-Persische Krieg von 1722 bis 1723 (in Russland auch als persischer Feldzug Peters des Großen bekannt) war ein militärischer Konflikt zwischen dem Russischen Reich und Persien (Iran). Er wurde vom russischen Zaren betrieben, der russischen Einfluss auf die kaspische Region und den Südkaukasus auf Kosten Persiens ausdehnen sowie den Rivalen Osmanisches Reich von Territorialgewinnen abhalten wollte.
Im Ergebnis des Krieges trat Persien unter den Safawiden nach den Bestimmungen des Vertrages von Sankt Petersburg große Gebiete im Nord- und Südkaukasus an Russland ab. Darunter waren die Städte Derbent und Baku und die dazugehörigen Regionen, des Weiteren die Provinzen Gilan, Schirwan, Māzandarān und Astarabad. Diese blieben bis zum Vertrag von Rascht (1732) bzw. Vertrag von Gandscha unter russischer Herrschaft.

## Hintergrund
Zu Beginn des 18. Jahrhunderts war der Kaukasus Teil des Persischen Reiches, dessen Nordgrenze entlang des Flusses Terek verlief. Die Dynastie der Safawiden war jedoch im Niedergang begriffen. Unter Sultan Hosein hatte die Zentralgewalt die Kontrolle über die Ränder des Reiches bereits verloren und man betrieb keinerlei Außenpolitik. Zar Peter der Große hatte hingegen großes Interesse an Persien und Zentralasien, vor allem aber an Indien. Die Armenier und Georgier hatten Peter dem Großen ihre Unterstützung angeboten, wenn er sie von der Unterdrückung durch die Muslime befreit. Nach dem Frieden vom Pruth mit dem Osmanischen Reich lenkte der Zar seine Aufmerksamkeit auf den Kaukasus und Persien. Der junge Beamte Artemi Wolynski war nach Isfahan entsandt worden und dabei Erkundungen über Städte, Siedlungen, Häfen und Flüsse eingeholt. Wolynski hatte erreicht, dass Russen fortan in Iran frei Handel betreiben dürften und dass der persische Staat für ihre Sicherheit sorgt. Wolynski berichtete nach Moskau, dass Persien schlecht regiert sei, dass im Palast des Schahs nur Dummköpfe regieren, dass Persien am Rande des Zusammenbruchs stünde und leicht zu erobern sei. Nach dem Frieden von Nystad im Jahre 1721 wandte sich der Zar somit seinem Ziel zu, persisches Territorium entlang des Kaspischen Meeres an Russland anzugliedern.
Den Vorwand zum Angriff auf Persien lieferte die Plünderung von Şamaxı durch sunnitische Lesgier im Jahre 1721. Sie wurde von Daud Khan angeführt, der lange in der Zitadelle von Derbent gefangen gehalten worden war. Er wurde freigelassen, weil sich die Safawiden erhofften, er würde mit seinen Verbündeten dem Schah zur Hilfe kommen, die von afghanischen Invasoren bedroht wurden. Anstelle dessen wandte sich Daud Khan gegen die schiitische Unterdrückung der Sunniten und gegen die persischen Truppen. Beim Sturm auf Şamaxı wurden neben tausenden schiitischen Einwohnern auch einige russische Händler getötet und der damals angeblich reichste russische Händler Matwei Jewreinow erlitt große Verluste. Wolynski meldete dem Zaren, dass Daud Khan und seine Verbündeten sich dem Osmanischen Reich als Vasallen angetragen hatten und schlug vor, persisches Territorium zu besetzen und nötigenfalls gegen eine Entschädigung wieder freizugeben. Dazu kam die Nachricht, dass die von Mir Wais Hotak angeführten Afghanen Isfahan belagerten. Nach dem Einverständnis des Zaren sammelten sich russische Truppen in Astrachan.
Der georgische König Wachtang VI., der vom Schah misshandelt worden war und deshalb mit ihm gebrochen hatte, sandte einen Abgesandten zu Peter dem Großen, um ihm ein gemeinsames Vorgehen gegen Persien vorzuschlagen. Der Plan war, dass russische Truppen mit ihrer neu gebauten Kaspischen Flotte an der Kaspischen Küste landen und von dort ins Landesinnere ziehen sollten. Dort sollte Wachtang VI. mit 30.000 Georgiern und 10.000 Armeniern zu den Russen stoßen, um gemeinsam gegen Daud Khan vorzugehen. Inzwischen sollte der russische Konsul in Persien, Semjon Awramow, dem Schah anbieten, dass Russland ihm helfen würde, seine Feinde zu unterwerfen, wenn er im Gegenzug einige kaspische Provinzen an Russland abtritt. Awramow überbrachte den ersten Teil der Nachricht an den Erben des Schah, Tahmasp II., berichtete jedoch nach Russland, dass es aufgrund der Hochmütigkeit der Perser unmöglich sei, mit ihnen zu reden, und das Tahmasp von seinen Gefolgsleuten betrogen wird.

## Ablauf des Feldzuges
Im Juli 1722 verließ die russische Armee mit ca. 22.000 Mann Astrachan, angeführt vom Admiral Apraxin. Später wurden sie auf dem Landweg durch weitere 22.000 Mann Kavallerie und Kosaken aus Zarizyn verstärkt. Am 23. August 1722 eroberte die an Land gegangene Armee Derbent im Süden Dagestans.(Beleg fehlt)
Im September ging ein großer Teil der Kaspischen Flottille in einem Sturm verloren, so dass es nicht möglich war, Nachschub zu liefern. Die russische Kavallerie verlor die meisten Pferde aufgrund einer Epidemie, auch die Soldaten waren dem ungewohnten feuchtwarmen Klima nicht gewachsen. Der Zar war gezwungen, die militärischen Operationen einzustellen und sich wieder nach Astrachan zurückzuziehen, wobei eine starke Garnison zur Bewachung in Derbent sowie dem neu gegründeten Fort Sviatoi Krest (Heiligkreuz) gelassen wurde. Wachtang VI. musste mit seiner georgisch-armenischen Armee allein gegen Daud Khan vorgehen, was fehlschlug, ihm den Thron kostete und seine Dynastie beendete. Peter gab seine Pläne, Şamaxı zu erobern, auf.
Im Spätherbst 1722 besetzten russische Truppen die Stadt Rascht, angeblich um sie zu beschützen. Im Februar 1723 versicherte der Gouverneur der Stadt, dass die persischen Truppen selbst für Sicherheit sorgen könnten und dass die Russen bitte abziehen mögen. Das Versprechen, ihre Truppen zurückzuziehen, brachen die Russen jedoch, sie wurden deshalb in ihrer Kaserne belagert. Ende März 1723 brachen die russischen Truppen aus, was mehr als 1000 persischen Soldaten das Leben kostete und Schah Tahmasp II. zu Verhandlungen zwang. Sein Botschafter Ismail Beg musste im September 1723 den erniedrigenden Vertrag von Sankt Petersburg unterschreiben. Er sah vor, dass Russland dem Schah bei der Behauptung seines Throns helfen würde und dass es ihn im Kampf gegen Rebellen in Persien unterstützen würde. Im Gegenzug bekam Russland die Städte Derbent und Baku und die dazugehörigen Regionen, des Weiteren die Provinzen Gilan, Schirwan, Māzandarān und Astarabad.
Am Vorabend des Russisch-Türkischen Krieges 1735–1739 gab die Zarin Anna Ioannowna all die eroberten Territorien den Persern zurück, um mit ihnen ein Bündnis gegen das Osmanische Reich einzugehen.